# Sheyenne (rzeka)
Sheyenne (ang. Sheyenne River) – rzeka w Stanach Zjednoczonych, we wschodniej części stanu Dakota Północna, lewostronny dopływ rzeki Red River. Długość rzeki wynosi 951 km.
Źródło rzeki znajduje się na terenie hrabstwa Sheridan, na wysokości około 580 m n.p.m. W górnym biegu rzeka płynie w kierunku wschodnim, w środkowym skręca na południe, w dolnym kieruje się na wschód i ostatecznie północny wschód. Na znacznej długości meandruje. Uchodzi do Red River, na wysokości 260 m n.p.m., na granicy ze stanem Minnesota, około 15 km na północ od miasta Fargo.
Nad rzeką położone są miasta Harvey, Sheyenne, Valley City, Lisbon, Kindred, Horace, West Fargo i Harwood.